# Psammoecus grandis
Psammoecus grandis es una especie de coleóptero de la familia Silvanidae.

## Distribución geográfica
Habita en el este de África.